# 南崁溪
南崁溪，舊名為青溪，是一條位於台灣北部桃園市的河流，總長30.73公里。流域面積約有214.6平方公里。如果包含其他小支流則有44.01公里長。南崁溪發源自桃園坪頂台地的龜山區樂善里牛角坡，在桃園市大園區竹圍漁港處入海。

## 水系主要河川

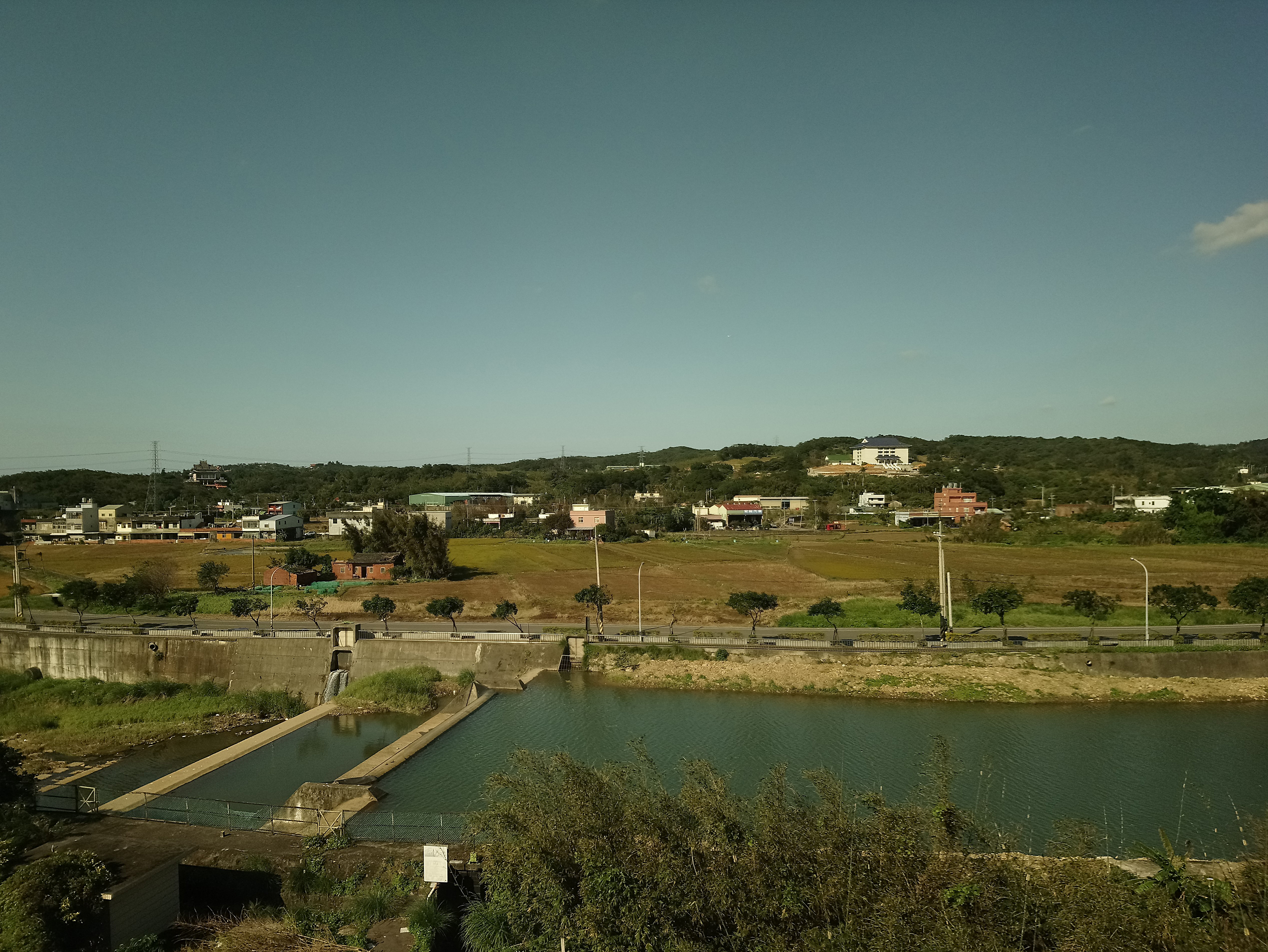
流經坑子外的坑子溪。

以下由下游至源頭列出水系主要河川，其中粗體字為主流河道。
- 南崁溪：蘆竹區、大園區、桃園區、龜山區
  - 海湖溝：蘆竹區
  - 坑子溪：蘆竹區
  - 大坑溪：蘆竹區、龜山區
    - 瓦窯溪：蘆竹區
    - 羊稠坑溪：蘆竹區

  - 茄苳溪：蘆竹區、桃園區、八德區、大溪區、平鎮區、龍潭區
    - 霄裡分渠：八德區、大溪區、平鎮區、龍潭區

  - 東門溪：桃園區、新北市鶯歌區
  - 楓樹坑溪：龜山區
    - 光華坑溪：龜山區
    - 中坑溪：龜山區
    - 風尾坑溪：龜山區

## 相關新聞
- 過去因為河川為省屬，整治由省水利處負責，省水利處規劃公告的整治寬度為90公尺，但如今管理權回歸各地方政府，後來中央政府公告的整治寬度為110公尺，南崁溪義美段，因此發生爭議，目前南崁溪義美段河道寬度仍約僅65公尺，經與經濟部水利署共同研商後，原則決定先整治為90公尺寬度，並已獲得義美公司同意。
- 桃園是台灣的六都之一，污水下水道的接管率僅5%，且沒有污水處理廠，導致幾乎所有家庭的廢水通通排到河川再流入大海，南崁溪也受害其中，污染相當嚴重。[1]
- 2018年，在桃園市蘆竹區曾有民眾將夜鷺（学名：Nycticorax nycticorax）誤認為企鵝，向警察局報案在南崁溪發現企鵝。[2]

## 外部連結
- 行政院環境保護署南崁溪生態手冊
- 南崁溪沒有一寸不被污染
- 義美段南崁溪 先拓90公尺 （页面存档备份，存于）

1. ↑  . 三立新聞網.   [2021-08-05]. （原始内容存档于2021-08-06）.
2. ↑  .   [2018-04-04]. （原始内容存档于2018-04-04）.